# Poa serpentum
Poa serpentum är en gräsart som beskrevs av Christian Gottfried Daniel Nees von Esenbeck. Poa serpentum ingår i släktet gröen, och familjen gräs. Inga underarter finns listade i Catalogue of Life.